# Oulad Hcine
Oulad Hcine (en àrab أولاد حسين, Ūlād Ḥsīn; en amazic ⵡⵍⴰⴷ ⵃⵙⵉⵏ) és una comuna rural de la província d'El Jadida, a la regió de Casablanca-Settat, al Marroc. Segons el cens de 2014 tenia una població total de 32.130 persones.